# 32151 Seanmarshall
32151 Seanmarshall este o planetă minoră (asteroid), cu un diametru de 2,305 km, din centura de asteroizi. A fost descoperită pe 5 iunie 2000 la Stația Anderson Mesa de Lowell Observatory Near-Earth-Object Search și a fost numită după Sean Marshall⁠(d). 
Obiectul prezintă o orbită caracterizată de o semiaxă mare de 2,3682443 UAi, o excentricitate de 0,18, o înclinație de 2,80023 ° în raport cu ecliptica.